# Hoplosebastes armatus
Hoplosebastes armatus är en fiskart som beskrevs av Schmidt 1929. Hoplosebastes armatus ingår i släktet Hoplosebastes och familjen Scorpaenidae. Inga underarter finns listade i Catalogue of Life.